# Са Кантонера (Каљари)
Са Кантонера је насеље у Италији у округу Каљари, региону Сардинија.
Према процени из 2011. у насељу је живело 4 становника. Насеље се налази на надморској висини од 50 м.